# Heinrich Suso Waldeck

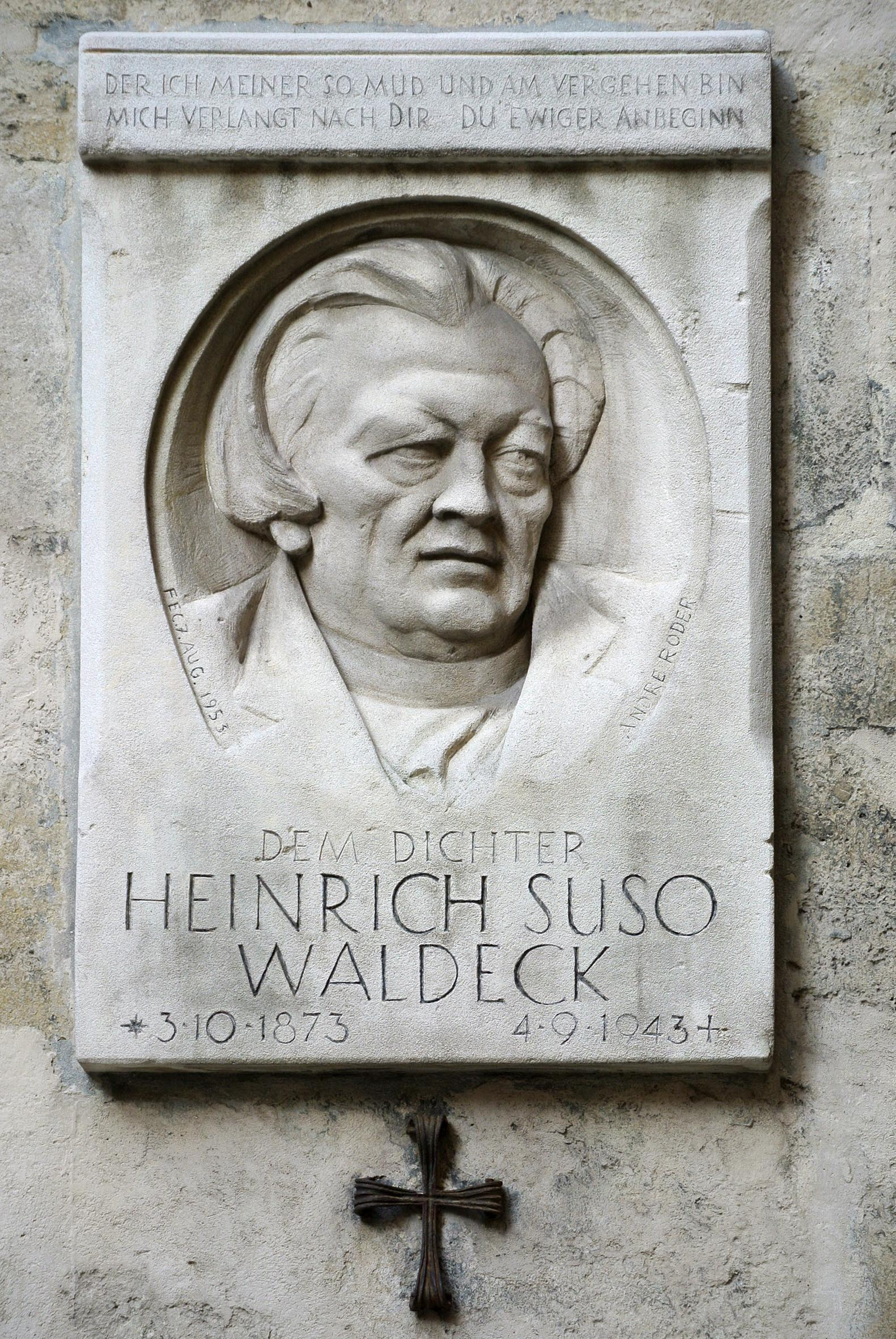
Gedenktafel in Wien

Heinrich Suso Waldeck (Pseudonym), Geburtsname Augustin Popp CSsR (* 3. Oktober 1873 in Wscherau, Österreich-Ungarn; † 4. September 1943 in St. Veit im Mühlkreis, Oberösterreich) war ein österreichischer Geistlicher und Schriftsteller.

## Leben
Augustin Popp wurde 1873 als Sohn eines katholischen deutschböhmischen Lehrerehepaars in der Pilsner Region geboren und besuchte das Gymnasium in Pilsen. Bereits 1895 trat er in Eggenburg in die Kongregation der Redemptoristen ein und empfing im Jahr 1900 die Priesterweihe. 1904 wurde er von den Ordensgelübden dispensiert und war als Weltpriester in Niederösterreich und in der Steiermark tätig. Im Anschluss hielt er sich einige Jahre in Preußen u. a. als Bankbeamter in Dresden auf.
1909 kehrte er nach Österreich zurück und arbeitete als Redakteur beim Neuigkeits-Welt-Blatt in Wien. Von 1918 bis 1924 war er als Seelsorger in Lichtenwörth, Guntramsdorf auch 1920–1924 in Wien bei der  Pfarre St. Othmar und als Religionslehrer sowie eine Zeit lang in der Krankenhausseelsorge tätig.
Ab Juni 1933 gestaltete Augustin Popp bei der Radio Verkehrs AG (RAVAG) die neueingeführte „Geistliche Stunde“, verlor jedoch 1938 mit dem Anschluss Österreichs die Einstellung beim Rundfunk. Erkrankt und verarmt fand er als Spiritual Aufnahme und Betreuung bei der Kongregation der Schwestern vom göttlichen Heiland, zuerst in Wien VII. und ab 1939 in deren Kloster auf Schloss St. Veit in Oberösterreich.
Augustin Popps jahrzehntelanges lyrisches Schaffen fand erstmals 1927 in der Buchausgabe der Antlitzgedichte seinen Niederschlag. Es folgten weitere lyrische und epische Veröffentlichungen. Im literarischen Zirkel „Die Leostube“ im Café Fichtehof in Wien I., dessen hauptsächliches Anliegen es war, ausgehend von Texten der Mitglieder eine möglichst hohe, „reine“ Dichtersprache zu entwickeln bzw. zu bewahren, sammelte er konservative katholische Künstler, wie Paula Preradović, Richard Billinger, Rudolf Henz, Ernst Scheibelreiter, Friedrich Schreyvogl und Carry Hauser, um sich. Es verband ihn langjährige Freundschaft mit Josef Weinheber. Er war ein Mitglied der Österreichischen Leo-Gesellschaft.
Im Gedenken an Heinrich Suso Waldeck wurde am 31. Dezember 1953 an der Fassade der Kirche Maria am Gestade eine Gedenktafel angebracht.

## Auszeichnungen
- 1928: Kunstpreis der Stadt Wien

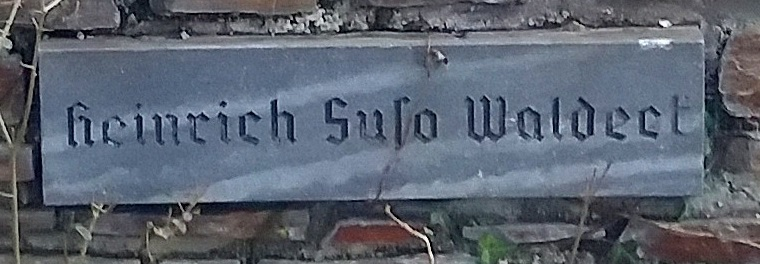
Ehrentafel in der Dichtersteinanlage Offenhausen

- 1937: Großer Österreichischer Staatspreis

## Publikationen (Auswahl)
- Die Antlitzgedichte. Officina Vindobonensis, Wien 1929.
- Lumpen und Liebende. Roman. Verlagsanstalt Tyrolia, Innsbruck 1930.
- Hildemichel. Von Menschen, Geistern, Ungeheuern. Erzählungen. Tyrolia, Innsbruck 1933.
- Die milde Stunde. Gedichte. Tyrolia, Wien / München 1933.

Als Redakteur
- Abraham a Sancta Clara: Lese aus Abraham a Sancta Clara. Heimat-Verlag, Brixlegg 1938 (Österreichische Bücherei 8).

posthum
- Marguerite. Erzählungen. Verlag Albrecht Dürer, Wien 1947.
- Franz Ser. Brenner (Hrsg.): Gesammelte Werke. Band 1. Dichtungen. Tyrolia, Innsbruck / Wien 1948.
- Kurt Adel (Hrsg.): Psalm zu Gott Geist. Auswahl aus dem Werk. Braumüller, Wien 1998, ISBN 978-3-7003-1235-2.